# The Immortal Lee County Killers
The Immortal Lee County Killers, ibland förkortat ILCK, var en amerikansk rockgrupp bildad 1999 i staden Auburn i Lee County, Alabama. Efter tre utgivna fullängdsalbum upplöstes gruppen 2006. Sångaren och gitarristen Chetley Weise var den ende medlemmen att medverka på samtliga album. Gruppens musik drar influenser från garagerock, blues och punkrock.

## Medlemmar
- Chetley "Cheetah" Weise – sång, gitarr, munspel (1999–2007)
- J.R. Collins ("Toko the Drifter") – trummor, sång (2004–2007)
- John Wesley Myers (Jeff Goodwin) – orgel (2005–2007)
- Doug "The Boss" Sherrard – trummor (2000–2001)
- J.R.R. Token ("The Token One") – trummor, slagverk, sång (2001–2004)

## Diskografi
Studioalbum
- 2001 – The Essential Fucked Up Blues
- 2003 – Love Is a Charm of Powerful Trouble
- 2003 – Love Unbolts the Dark
- 2005 – These Bones Will Rise to Love You Again

Singlar
- 2000 – "Let's Get Killed" / "Revolution Summer" 7" (Estrus, ES 7156)
- 2000 – "Big Damn Roach" / "Nothing Hurts Like My Back And SIde"  7" (Homo Habilis, ILCK 01)
- 2000 – "Train She Rides" / "Cool Driver" / "Train She Rides (Remix)" 7" (Homo Habilis, ILCK 06)
- 2004 – "Sonic Angel" / "Sympathy for the Devil" 7" (Munster Records, MR 7190)
- 2005 – "Turn on the Panther" / "Been Down So Long" 7" (Sweet Nothing Records)